# چارلستون (یوتا)
چارلستون (به انگلیسی: Charleston) شهری در ایالت یوتا کشور ایالات متحده آمریکا است که جمعیت آن در سرشماری سال ۲۰۱۰ میلادی، ۴۱۵ نفر بوده‌است.